# Ли Линцзюань
Ли Линцзюань кит. упр. 李玲娟, пиньинь Lǐ Língjuān (род. 10 апреля, 1966, КНР) — китайская лучница, вице-чемпионка Олимпиады-1984.
В 1984 году спортсмены КНР впервые участвовали в Олимпийских играх, и 18-летняя Ли Линцзюань стала первой, кто из китайских спортсменов завоевал олимпийскую медаль.
Несмотря на свой юный возраст, Ли Линцзюань в дальнейшем не участвовала в Олимпийских играх.